# 勃欧人
勃欧人（IPA：[pəo̰ lùmjóʊ]），另译巴欧人、帕欧人或巴奥人等，是缅甸第十大民族，人口约为2,000,000至2,600,000，勃欧人也是掸邦的第二大民族，勃欧人主要居住於勃欧自治区，也分布于克倫邦、克耶邦、孟邦和勃固省等地，为躲避连年的战事，许多勃欧人也迁徙到泰国湄宏顺府。据信勃欧人有多达24个分支，主要分为两大民系：直通的低地勃欧人与東枝的高地勃欧人，与克伦族有密切关系，但緬甸政府將其識別為撣族群的一支，勃欧语言屬於藏緬語族。

## 歷史
西元前1700年左右，勃欧族定居於現今緬甸的直通地區。歷史上，在阿奴律陀國王擊敗孟族國王、直通的馬庫塔（也稱為瑪華）之前，帕歐族一直穿著色彩鮮豔的服裝。 勃欧族人被奴役並被迫穿著靛藍染色的衣服來表明他們的地位。

## 人民
勃欧人是撣邦第二大民族。他們也居住在克倫邦、克耶邦、孟邦和勃固省。由於緬甸持續不斷的軍事衝突，許多現代勃欧人逃往泰國北部的夜丰颂府。他們被認為屬於藏緬血統，並且與克倫族擁有相同的語言和文化。